# 草兴乡
草兴乡，是中华人民共和国四川省达州市达川区曾经下辖的一个乡。2019年12月，撤销草兴乡，将其所属行政区域划归双庙镇管辖。

## 行政区划
草兴乡撤销前下辖以下地区：
街道社区、石竹村、高滩村、高峡村、燕山嘴村和魏塘坡村。